# Caudelytra quadrispinosa
Caudelytra quadrispinosa – gatunek chrząszcza z rodziny kózkowatych i podrodziny zgrzypikowych. Jedyny przedstawiciel rodzaju Caudelytra.

## Zasięg występowania
Gatunek ten występuje w Salwadorze.